# Vedat İnceefe
Vedat İnceefe (Burhaniye, 1º aprile 1974) è un allenatore di calcio ed ex calciatore turco, di ruolo difensore.